# 鳳鳴郷 (内江市)
鳳鳴郷（ほうめいきょう）とは、中華人民共和国四川省内江市にある郷である。

## 地理
面積22.4km2、人口約2万3400人、人口密度:1045人/m2

### 人口
- 総人口約2万1000人(男:約1万700人、女約1万300人)
- 0-14歳約5100人(男:2700、女2400)
- 15-64歳約1万4200人(男約7200人、女約7000人)
- 65歳以上約1600人(男750人、女約850人)[2]

### 行政区画
- 鶏公店社区、竜洞村、白蝋園村、三辺沖村、天台村、王板橋村、書房湾村、鳳鳴村。[3]

## 農業
主に、米、トウモロコシ、小麦、サツマイモ、豆、菜種油、ピーナッツ、果物、唐辛子などが盛ん。
また、養豚、養蚕、魚の養殖も盛んである。
- 一人あたりの耕地面積は、66.4m2[1]

## 教育
- 三辺沖村小学校
- 鳳鳴中心小学校
- 書房湾村小学校
- 天台村小学校
- 王板橋村小学校
- 白蝋園村小学校
- 鳳鳴初級中学校